# Zbory Boże w Meksyku

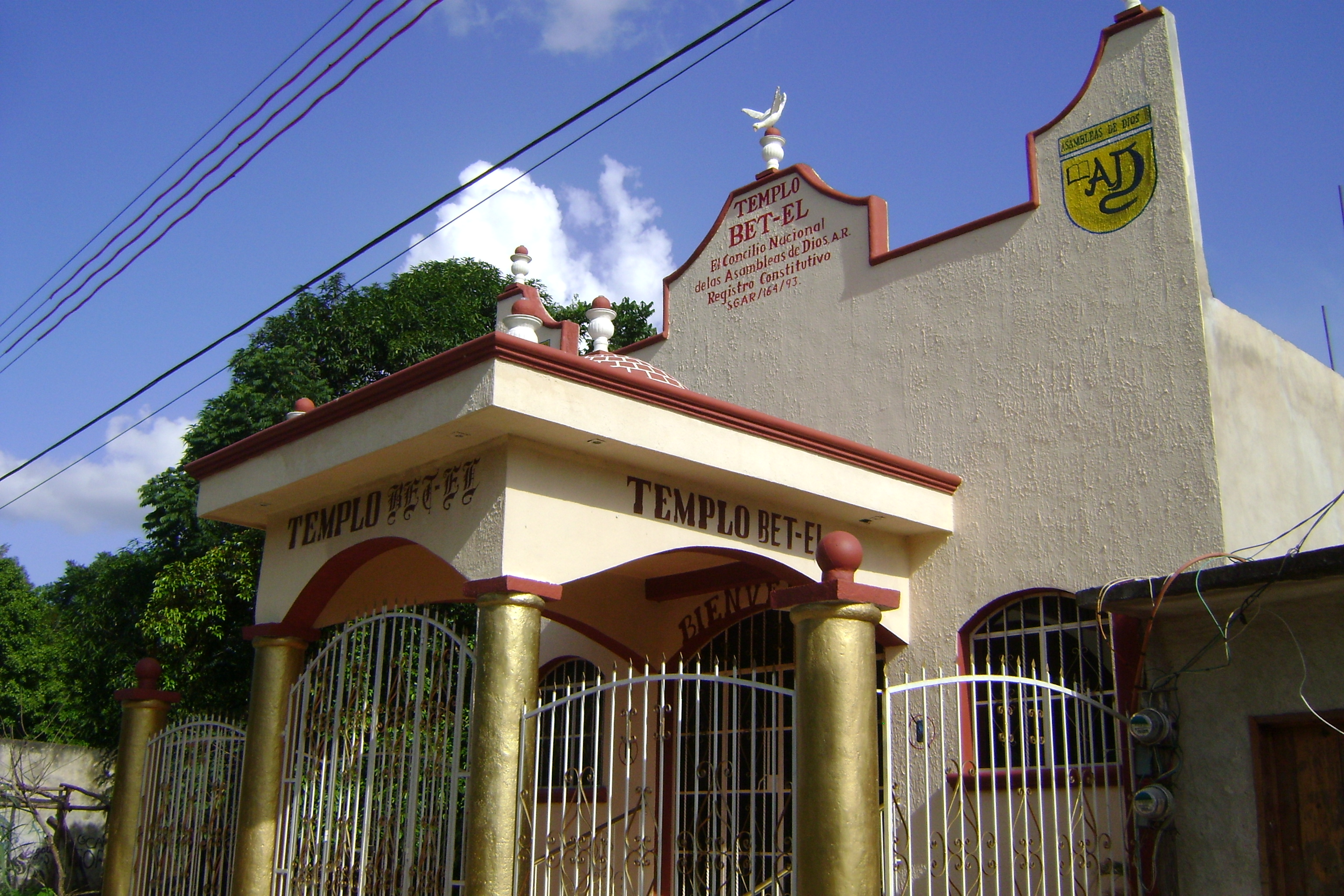
Kościół Zborów Bożych w Chemax, na Jukatanie.

Zbory Boże w Meksyku (hiszp. El Concilio Nacional de las Asambleas de Dios) – chrześcijański wolny kościół protestancki o charakterze ewangelikalnym nurtu zielonoświątkowego działający w Meksyku, wchodzący w skład Światowej Wspólnoty Zborów Bożych. 
Zbory Boże w Meksyku twierdzą, że liczą około 1 miliona wiernych (ponad 0,8% ludności kraju) w około 6000 zborach, co czyni ją drugą co do wielki denominacją protestancką w Meksyku po Narodowym Kościele Prezbiteriańskim. Pierwszy kościół zielonoświątkowy w Meksyku został zapoczątkowany w 1918 roku. 
Według spisu powszechnego w 2010 roku Zbory Boże w Meksyku liczyły 444 tysiące członków w 7400 kościołach. 